# Булах, Григорий Иванович
Григо́рий Ива́нович Була́х (укр. Григо́рій Іва́нович Була́х; род. 10 апреля 1938 года в с. Пески, Лохвицкий район, Полтавская область, Украинская ССР, СССР) — украинский поэт и прозаик, переводчик (владеет словацким и чешским), мастер художественного слова. Народный артист Украины (1993).

## Биография
Булах родился 10 апреля 1938 года в с. Пески Лохвицкого района на Полтавщине. Отец Иван Дмитриевич (1911—1981) — железнодорожник, мать Пелагея Гавриловна (1912—1981) — домохозяйка; жена Ольга Николаевна (1949) — педагог, гражданка Словакии.
Окончил Песковскую общеобразовательную школу. С 1956 по 1961 год учился в Лохвицком техникуме пищевой промышленности по специальности механик. В это же время работал слесарем контрольно-измерительной аппаратуры на Лохвицком спиртовом комбинате. С 1961 по 1965 год учился на актёрском факультете Киевского института театрального искусства им. И. Карпенко-Карого по специальности актёр драмы. В 1981—1982 годах проходил высшие курсы по вопросам экономики для руководящих кадров.
В 1977 году получил звание Заслуженный артист Украины. С 1 июля 1982 года является членом Национального союза писателей Украины. В 1988 году награждён Почётной грамотой Президиума Верховного Совета УССР. 
С 1990 по 1996 год — автор и ведущий программы «Живое слово» на Украинском телевидении. 
В 1993 году получил звание Народный артист Украины. 
В 1994—1998 годах был членом Центрального правления Всеукраинского общества «Просвита» имени Тараса Шевченко. В 1996 году руководил творческо-художественной группой по вопросам разъяснения положений проекта Конституции Украины. 
17 мая 1997 года был избран академиком Украинской академии оригинальных идей. 18 декабря 1997 года зарегистрирован кандидатом в народные депутаты Украины по многомандатному избирательному округу от Партии национально-экономического развития Украины, № 33 в списке. 26 января 1998 года зарегистрирован кандидатом в народные депутаты Украины (одномандатный избирательный округ № 218 Киева), снова от Партии национально-экономического развития Украины. В 1998 году заведовал идеологическим отделом Партии национально-экономического развития Украины.
22 мая 1998 года был награждён орденом «За заслуги» III степени. 
В 2003 году награждён орденом князя Ярослава Мудрого V степени.
Свой вклад в развитие украинской культуры, воспитание гражданина-патриота Григорий Булах приумножал также как заместитель председателя Правления «Шевченковский фонд — XXI век» при Комитете по Национальной премии Украины имени Тараса Шевченко, шеф-редактором всеукраинской газеты «Христианская Украина», председателем Свято-Успенской парафии города Киева.

## Литературное творчество
Многогранное творчество Григория Булаха в определяющей степени возросло и развивается на почве художественного творчества украинских авторов, достижения которых он вдохновенно пропагандирует. Его подвижничество в области художественного слова неоднократно высоко ценили выдающиеся украинские писатели и критики.
Академик Иван Дзюба, в частности, отмечал:
Своеобразие творческого и гражданского лица, увлечение украинской классикой и современной литературой дали Григорию Булаху своеобразную «детонацию»: под влиянием художника-интерпретатора в нём отозвался литератор-творец.
Рецензируя первую поэтическую книгу поэта «Рассветная заря», Петр Осадчук обозначил, что она, появившись на литературном горизонте, «достаточно отчётливо осенила новое поэтическое имя — Григорий Булах, которое, будем надеяться, со временем будет ярчать и не потеряется среди многочисленных звёзд и созвездий в высоком небе нашей литературы».
Поэт Дмитрий Павлычко во вступительном слове к книге отмечает, что Григорий Булах «ласково трогает струну интимных чувств, он вообще умеет говорить нежно и ласково. И действительно, как не вспомнить нежного и тревожного автора „Красной зимы“…»
В предисловии к книге Григория Булаха «Пласт» писатель Юрий Мушкетик, обозревая творческий путь художника, отмечал:
Он далеко не использовал своих потенций, приобретённых при жизни тем, поле его далеко не сжатое, а человек он экспрессивный, полон энергии, взрывной, и всё это дает нам основания ждать от него новых жатв поэтических и прозаических. Поэтому пожелаем ему размашистого шага, неутомимости, удач на трудном пути поиска Добра и Истины.
Песни на стихи Булаха звучат в программах радио и телевидения, репертуаре художественных коллективов, известных мастеров искусства Дмитрия Гнатюка, Софии Ротару, Виталия Белоножко, Павла Дворского, Владимира Быстрякова, Назария и Дмитрия Яремчуков, Аллы Кудлай.

## Международная деятельность
Значительным является вклад украинского художника в развитие международного культурного сотрудничества, в частности, с Чехословакией. Он является непосредственным инициатором выпуска многомиллионным тиражом в Праге юбилейных почтовых марок Т. Г. Шевченко и в Киеве — словацкого поэта П. Й. Шафарика.
Издание по инициативе и при непосредственном участии Григория Булаха труда словацкого писателя-украиноведа, очевидца и летописца Полтавской битвы 1709 года Даниэла Крмана «Путевой дневник» (Itinerarium 1708—1709) положительно оценил экс-президент Украины Л. Д. Кучма, наградив его орденом князя Ярослава Мудрого. В его отзыве отмечается, что эта книга открывает для читателя новые страницы из истории украинского казачества.
В настоящее время Григорий Булах решил творческо-организационные вопросы, связанные с увековечением памяти Григория Сковороды в Братиславе и Даниэла Крмана в Полтаве. Мемориальная доска первому уже открыта. Произведения Григория Булаха переведены на польский, словацкий, чешский, английский, немецкий, армянский, грузинский и другие иностранные языки.